# Aivars Polis
Aivars Polis (Auce, 3 marzo 1972) è un ex slittinista lettone.
Prima della dissoluzione dell'Unione Sovietica (1991) ha gareggiato per la nazionale sovietica.

## Biografia
Iniziò a gareggiare per la nazionale sovietica nelle varie categorie giovanili nella specialità del singolo, senza però ottenere risultati di particolare rilievo.
A livello assoluto esordì in Coppa del Mondo nella stagione 1989/90 e, dopo la dissoluzione dell'Unione Sovietica, fece parte della squadra lettone; conquistò il primo dei suoi tre podi in Coppa il 17 novembre 1991 nel doppio ad Altenberg in coppia con Roberts Suharevs, con il quale condivise tutti i suoi più importanti risultati.
Partecipò ad una edizione dei Giochi olimpici invernali, ad Albertville 1992, in cui si classificò in undicesima posizione nella specialità biposto.
Prese parte altresì a tre edizioni dei campionati mondiali, raggiungendo come miglior risultato l'undicesimo posto nel doppio ed il sesto nella gara a squadre, entrambi ottenuti a Calgary 1993. Nelle rassegne continentali colse i suoi più importanti piazzamenti a Winterberg 1992 con la nona piazza nella specialità biposto e la quarta nella prova a squadre.
Si ritirò dalle competizioni al termine della stagione 1996/97, dopo aver gareggiato ai mondiali di Igls 1997 in coppia con Sandris Berzinš.

## Palmarès

### Coppa del Mondo
- 3 podi (tutti nel doppio):
  - 1 secondo posto;
  - 2 terzi posti.